# 児玉就光
児玉 就光（こだま なりみつ）は、戦国時代から安土桃山時代にかけての武将。毛利氏の家臣。安芸国児玉氏の一族。経行系児玉氏の嫡流。父は児玉就兼で、子に元村、元房、元理。弟には児玉就安がいる。官途は父と同じ豊前守。

## 生涯
毛利氏の家臣である児玉就兼の子として生まれ、毛利元就、隆元、輝元の三代に仕えた。
天文9年（1540年）の吉田郡山城の戦い、天文11年（1542年）の月山富田城の戦いに参加。毛利元就が大内氏からの独立した後は、天文23年（1554年）に厳島の戦いの前哨戦である、野間隆実が籠もる矢野城攻略や折敷畑の戦いにも出陣した。防長経略後の永禄9年（1569年）には周防国で起きた一揆の鎮圧にも出陣した。
また、就光は内政にも秀でており、毛利氏の奉行制度の中で政務を担当する番衆の1人に任ぜられている。
天正18年（1590年）4月12日に死去。